# 望天翼龙属
望天翼龙属（学名：Maehary）是蜥形纲的一属。望天翼龙属处于翼龙形态类的最基部。

## 下属物种
本属包括以下物种：
- Maehary bonapartei Kellner et al., 2022[2]